# (She Was A) Hotel Detective
(She Was A) Hotel Detective é o segundo EP da banda They Might Be Giants, lançado a 5 de maio de 1988.
| Críticas profissionais                                                      | Críticas profissionais |
| Avaliações da crítica                                                       | Avaliações da crítica  |
| Fonte                                                                       | Avaliação              |
| --------------------------------------------------------------------------- | ---------------------- |
| allmusic                                                                    | [ 2 ]                  |
| Esta tabela precisa de ser acompanhada por texto em prosa. Consulte o guia. |                        |

## Faixas
Todas as faixas por They Might Be Giants.
1. "(She Was A) Hotel Detective" (single mix)
2. "For Science"
3. "Kiss Me, Son of God"
4. "The Biggest One"
5. "Mr. Klaw"